# Luh (okres Užhorod)
Luh (ukrajinsky Луг, maďarsky Ligetes) je místní část obce Volosjanka, v Užanském národním parku, v územní komunitě (hromadě) Stavne, v okresu Užhorod na Zakarpatské Ukrajině. Je zde železniční zastávka na železniční trati Sambir – Čop. V roce 2001 zde žilo 433 obyvatel.

## Historie
První písemná zmínka pochází z roku 1602. Do uzavření Trianonské smlouvy byla ves součástí Uherska, poté (pod názvem Luh) byla součástí Československa. V roce 1921 zde stálo 60 domů a žilo zde 376 obyvatel, z toho 365 Rusínů a 3 Maďaři. Od roku 1945 byla ves součástí Ukrajinské sovětské socialistické republiky, která byla součástí Sovětského svazu; nakonec od roku 1991 je součástí samostatné Ukrajiny.